# Batalla de Chaul
La batalla de Chaul fue una batalla naval entre los portugueses y una flota de los  mamelucos egipcios en marzo de 1508 en el puerto de Chaul en la India. La batalla acabó con una victoria de los mamelucos. Siguió al asedio de Cananor, en la que una guarnición portuguesa resistió con éxito un ataque de los gobernantes de la India del sur. También fue la primera derrota naval portuguesa en el Océano Índico.

## Preludio
Antes, los portugueses habían sido principalmente activos en Calicut, pero la región del norte de Gujarat era incluso más importante para el comercio y un intermediario esencial para el comercio entre el este y el oeste: los Gujaratis traían especias de las Moluccas así como seda de la China, y luego lo vendían a los egipcios y árabes.
Sin embargo las intervenciones portuguesas con el propósito de monopolizar el comercio estaban interrumpiendo el comercio del Océano Índico, amenazando los intereses árabes así como intereses venecianos en el comercio de las especias, y que les era posible para el portugueses a vender a precios más bajos que los venecianos en el comercio de las especias en Europa. Venecia rompió por ello las relaciones diplomáticas con Portugal y empezado a buscar maneras para contrarrestar su presencia en el Océano Índico, enviando para ello un embajador a los mamelucos egipcios. Venecia negoció para que los aranceles egipcios fueran más bajos para que hubiese mejor competencia con los portugueses y sugirió que se tomasen "remedios rápidos y secretos" contra los portugueses. El soberano de Calicut, el Zamorín, también envió un embajador para pedir ayuda contra los portugueses.
Como tenían poco en poder naval, los mamelucos tuvieron que traer madera del Mar Negro para construir los barcos, de los cuales la mitad fueron interceptados por los soldados de la Orden de San Juán de Jerusalén en Rodas, por lo que sólo  una fracción de la flota prevista podrá ser reunida en Suez. La madera era entonces transportada por tierra con la ayuda de camellos y reunida en el Suez de la parte del Mar Rojo, donde era convertida en una flota de guerra naval bajo la supervisión de constructores venecianos.

## Preparaciones
La flota mameluca partió finalmente en febrero de 1507 bajo el mando de Amir Husain Al-Kurdi para contrarrestar la expansión portuguesa en el Océano Índico y llegó en el puerto indio de Diu en 1508 después de que hubiese retrasos de someter a la ciudad de Yeda. La flota consistía de seis barcos redondos y de seis galeras grandes llamadas galleasses. 1500 combatientes estaban a bordo, entre ellos se encontraba también el embajador del Zamorin de Calicut, Mayimama Mārakkār.
La flota tenía como misión unirse con Malik Ayyaz, un ex esclavo ruso, que estaba al servicio del Sultan Mahmud Begada del Sultanato de Gujarat, que era jefe naval y gobernador de Diu. La flota también planeaba unirse con el Zamorin de Calicut y luego atacar y destruir todas las posesiones portuguesas en la costa hindú, pero el Zamorin, quién esperaba a la flota mameluca en 1507, ya había dejado el lugar.

## La batalla
Los portugueses, bajo Lourenço de Almeida, hijo del Virrey Francisco de Almeida, eran inferiores en número. Tenían solo una pequeña cantidad de tropas estacionadas en el puerto cercano de Chaul. El resto había navegado hacia el norte para proteger transportes navales y para luchar contra la piratería de la zona. Los mamelucos navegaron a Chaul y lucharon de forma no concluyente contra los portugueses durante dos dos días sin ser capaces de abordar sus barcos. Finalmente, Malik Ayaz navegó con sus propias galeras, lo que obligó a los portugueses a retirarse, mientras que el barco de Almeida fue hundido en la entrada del puerto de Chaul con Almeida a bordo. Amir Hussain regresó al puerto de Diu, pero desde entonces abandonó toda iniciativa adicional en la costa india, por lo que sus barcos fueron abandonados y sus tripulaciones se dispersaron.

## Consecuencias
Los portugueses más tarde regresaron y atacaron la flota en el puerto de Diu consiguiendo allí una victoria decisiva conocida como la batalla de Diu (1509). Estos acontecimientos serían seguidos por una nueva intervención otomana en 1538, que culminó con el asedio de Diu.